# Guanidinoacetato quinasa
La guanidinoacetato quinasa (EC 2.7.3.1) es una enzima que cataliza la siguiente reacción química
Por lo tanto los dos sustratos de esta enzima son el ATP y el guanidinoacetato, mientras que sus dos productos son ADP y fosfoguanidinoacetato. Esta enzima requiere de iones Mg2+
 como cofactor.

## Clasificación
La guanidinoacetato quinasa pertenece a la familia de las transferasas, específicamente a aquellas que transfieren grupos que contienen fósforo (fosfotransferasas) con un grupo nitrogenado como aceptor.

## Nomenclatura
El nombre sistemático de esta clase de enzimas es ATP:guanidinoacetato N-fosfotransferasa. Otro nombre por el cual se la conoce es glicociamina quinasa.

## Papel biológico
Esta enzima participa en el metabolismo de la arginina y la prolina, y en algunos organismos en el sistema fosfágeno fosfato/guanidinoacetato.